# بوئینگ کی‌سی-۴۶ پگاسوس
بوئینگ کی‌سی-۴۶ پگاسوس (به انگلیسی: Boeing KC-46 Pegasus) یک هواپیمای آمریکایی ساختِ  شرکت بوئینگ است که از سال ۲۰۱۳ تولید می‌شود. نخستین کاربر این هواپیما، نیروی هوایی ایالات متحده آمریکا می‌باشد.

## ویژگی‌ها

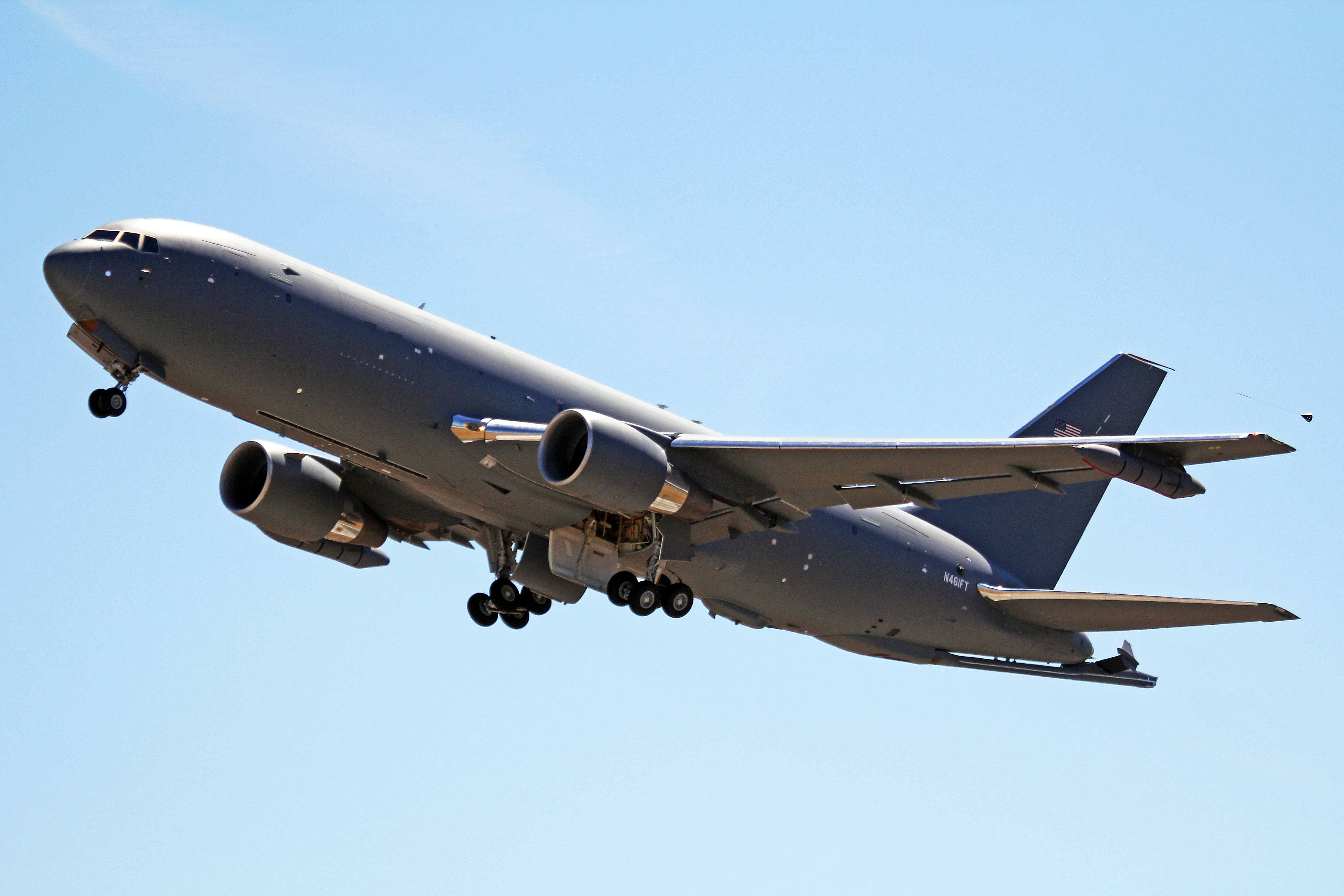
یک فروند نمونه اولیه کی‌سی-۴۶ در حال برخاستن از پایگاه هوایی پین، ژوئیه ۲۰۱۵